# Wailly
Wailly là một xã ở tỉnh Pas-de-Calais, vùng Hauts-de-France của Pháp.

## Địa lý
Wailly có cự ly khoảng 4 dặm (6,4 km) về phía tây nam của Arras, tại giao lộ của các tuyến đường D3 and the C1.

## Dân số
| 1962                                                         | 1968 | 1975 | 1982 | 1990 | 1999 | 2006 |
| ------------------------------------------------------------ | ---- | ---- | ---- | ---- | ---- | ---- |
| 556                                                          | 567  | 613  | 811  | 969  | 971  | 1033 |
| Số liệu điều tra dân số từ năm 1962: Dân số không tính trùng |      |      |      |      |      |      |

## Địa điểm nổi bật
- Lâu đài Wailly.
- Nhà thờ St.Pierre, rebuilt after 1918.